# Jesse Tyler Ferguson
Jesse Tyler Ferguson (født 22. oktober 1975) er en amerikansk skuespiller. Han er bedst kendt for at have spillet Mitchell Pritchett ABC' sitcom Modern Family (2009–2020), hvilket gav ham fem Emmy-nomineringer i træk i kategorien "Outstanding Supporting Actor in a Comedy Series" og fire Screen Actors Guild Awards i kategorien "Outstanding Performance by an Ensemble in a Comedy Series".
Ferguson debuterede på Broadway i On the Town og var med i det oprindelige Broadway-cast i The 25th Annual Putnam County Spelling Bee, for hvilken han og castet vandt en "Drama Desk Award for Outstanding Cast Ensemble". Han har optrådt i teateropsætninger af A Winter's Tale, The Producers, A Midsummer Night's Dream, Spamalot og The Merchant of Venice. For sin præstation i Broadway-produktionen af Fully Committed i 2016 modtog Ferguson prisen "Drama Desk Award for Outstanding Solo Performance".

## Opvækst
Jesse Tyler Ferguson blev født i Missoula, Montana  som søn af Anne Ferguson (født Doyle) og Robert "Bob" Ferguson.  Hans forældre blev skilt, da han var 18 år. Ferguson har en bror, Ben Ferguson, og søster, Kelly Ferguson.
Ferguson blev opkaldt efter sin farmor, Jessie Uppercue Ferguson,  som han var meget tæt med i sin opvækst.  Hans fars oldefar hed også Jesse.
Da han var helt lille, flyttede familien til Albuquerque, New Mexico, hvor han voksede op.  I en alder af otte år besluttede han sig for at blive skuespiller og begyndte at gå til teater i Albuquerque Children's Theatre, hvor han var medlem i seks år.
På Albuquerques St. Pius X High School spillede Ferguson Albert Peterson i Bye Bye Birdie og General Bullmoose i Li'l Abner . Han deltog i debatforeningen og dimitterede i 1994.  Han arbejdede i sin fritid som danser/sanger i Cliff's Amusement Park. 
Efter gymnasiet blev Ferguson optaget på The American Musical and Dramatic Academy (AMDA) i New York City.

## Karriere

### Teater
I New York City arbejdede Ferguson hovedsageligt ved Off-Broadway og Broadway-teater, herunder i den Tony Award-vindende The 25th Annual Putnam County Spelling Bee, hvor han spillede rollen som Leaf Coneybear.  Ferguson optrådte i 2007 i Public Theatres Shakespeare in the Park-produktion af A Midsummer Night's Dream og i 2015-produktionen af The Storm. I sommeren 2015 spillede han Sir Robin i Hollywood Bowl-produktionen af Monty Pythons Spamalot.
I marts 2012 medvirkede Ferguson som Dr. Ilan Meyer i en opsætning af Dustin Lance Blacks stykke 8, en genopførelse af Perry v. Brown, den føderale retssag, der omstødte Californiens forslag 8's forbud mod ægteskab af samme køn.  Produktionen blev afviklet på Wilshire Ebell Theatre og sendt på YouTube for at skaffe penge til American Foundation for Equal Rights, en non-profit organisation, der finansierer sagsøgernes juridiske team og sponsorerede stykket.  

### Tv og film
På tv var Ferguson blandt det store ensemble, der medvirkede i den kortvarige CBS-sitcom The Class, hvor han spillede Richie Velch. Ferguson medvirkede i 2008 i thrilleren Untraceable .
Fra 2009 til 2020 spillede han rollen som Mitchell Pritchett, den åbent homoseksuelle advokat, i ABC-sitcommen Modern Family. For denne præstation har Ferguson modtaget fem på hinanden følgende Emmy-nomineringer i kategorien "Outstanding Supporting Actor in a Comedy Series". Han har også optrådt som dommer på So You Think You Can Dance og stået overfor skuespillerinde Chrissy Metz i et afsnit af TBS' Drop the Mic i 2017.

### Andet arbejde
I 2018 var Ferguson blandt de skuespillere, der indtalte lydbogen A Day in the Life of Marlon Bundo . 
I 2019 optrådte Ferguson i Taylor Swifts musikvideo til sangen " You Need to Calm Down ". 

## Filantropi

### Tie The Knot
I september 2012 opstartede Ferguson og hans advokatægtemand, Justin Mikita, non-profit velgørenhedsfonden 'Tie The Knot',  en fond, der søger at skaffe midler til støtte for samme køns-ægteskab ved hjælp af sløjfer, der sælges i detailhandel.  Parret lancerede fonden officielt som del af deres forlovelsesoffentligørelse i en video online, hvor de fortalte, at kun syv stater på det tidspunkt tillod ægteskab af samme køn.    I et interview udtalte Ferguson, at han ville gøre noget, der var mindre og overskueligt, hvis fonden ikke fungerede. 
Fonden sælger limited edition butterflies for at støtte organisationer, der arbejdede på at få indført ægteskab af samme køn. Deres kollektioner har været designet af parret selv samt af gæstedesignere og sælges af The Tie Bar, et online firma i Naperville, Illinois.
I januar 2013 blev parret rekrutteret af viceguvernøren i Illinois Sheila Simon til at lobby regeringsmedlemmer til godkende lovforslaget SB10, som ville tillade ægteskab mellem samme køn. Lovforslaget blev vedtaget af begge huse i Parlamentet,   og guvernør Pat Quinn underskrev lovforslaget,  som trådte i kraft d. 1. juni 2014. 
I oktober 2013 udnævnte American Civil Liberties Union Ferguson til berømthedsambassadør for LGBT-samfundet.  Han deltog aktivt i ACLU's "Out for Freedom"-kampagne.   De havde lagt mærke til, at Ferguson rejste til New Mexico, hans hjemstat, for at deltage i samme køns-ægteskab-aktioner. Inden staterne fuldt ud legaliserede ægteskab af samme køn den 19. december 2013, hverken tillod eller forbød New Mexico samme køns-ægteskaber; det var den eneste stat, der manglede en lov eller forfatningsmæssig tekst, der udtrykkeligt omhandlede ægteskab af samme køn.  Parrets fond donerede US $ 10.000 til ACLU i New Mexico for at fremme indsatsen for samme køns-ægteskaber. 
I november 2013 blev en pop-up-butik for 'Tie The Knot' placeret i Los Angeles' Beverly Center med parrets den fjerde kollektion,  og bød på flere professionelle atletiske designs af Scott Fujita og Chris Kluwe og Brittney Griner. 

## Privatliv
Ferguson bruger sit fulde navn, da der allerede var en skuespiller ved navn Jesse Ferguson registreret i skuespillerforeningen, da han meldte sig ind.
I september 2012 annoncerede Ferguson sin forlovelse med advokaten Justin Mikita, hans kæreste i gennem to år.  De giftede sig på Manhattan den 20. juli 2013  med dramatikeren og manuskriptforfatteren Tony Kushner til at forestå deres bryllup. Parrets søn, Beckett Mercer Ferguson-Mikita, blev født den 7. juli 2020. 
Om processen om at komme ud som homoseksuel, har Ferguson fortalt, at han var nødt til at fortælle sin far det hele tre gange (da han var 17, 19 og 21 år): "Det er også en proces at "komme ud" for dem, og det tager tid." 
Ferguson har en hund ved navn Leaf. Ferguson er en kendt tilhænger af de demokratiske politiske kandidater og medvirker i kampagnetraileren "Our Fight Song" udgivet af den Demokratiske Nationale Kongres i 2016. 

## Filmografi

### Film
| År   | Titel                     | Rolle                  | Noter                  |
| ---- | ------------------------- | ---------------------- | ---------------------- |
| 2001 | Ordinary Sinner           |                        |                        |
| 2004 | Mercury in Retrograde     | Duane                  | Kortfilm               |
| 2006 | Griffin and Phoenix       |                        |                        |
| 2008 | Untraceable               | Arthur James Elmer     |                        |
| 2009 | Wonderful World           |                        |                        |
| 2012 | The Procession            | Jason                  |                        |
| 2012 | 8                         | Dr. Ilan Meyer         |                        |
| 2012 | Red                       |                        | Kortfilm               |
| 2016 | Ice Age: Collision Course | Shangri Llama (stemme) | Første tegnefilmsrolle |
| 2022 | Cocaine Bear              |                        | I produktion           |

### Tv
| År         | Titel                                                   | Rolle              | Noter                                                                                  |
| ---------- | ------------------------------------------------------- | ------------------ | -------------------------------------------------------------------------------------- |
| 2000       | Sally Hemings: An American Scandal                      | Ung Tom Hemings    | Tv-film                                                                                |
| 2002       | Absolutely Fabulous                                     | Ukrediteret        | afsnit: "Gay"                                                                          |
| 2006–2007  | The Class                                               | Richie Velch       | 19 afsnit                                                                              |
| 2007, 2010 | Ugly Betty                                              | Dr. Gabe Farkus    | Afsnit: "Icing on the Cake" (2007) Afsnit: "The Passion of the Betty" (2010)           |
| 2008       | Do Not Disturb                                          | Larry              | 5 afsnit                                                                               |
| 2009       | The Battery's Down                                      | Shamus McKelvy     | Afsnit: "The Party's Over"                                                             |
| 2009–2020  | Modern Family                                           | Mitchell Pritchett | Fast rolle                                                                             |
| 2011–2013  | So You Think You Can Dance                              | Sig selv           | 7 afsnit Guest judge                                                                   |
| 2012       | Submissions Only                                        | Jared Halstead     | Afsnit: "Another Interruption"                                                         |
| 2012       | RuPauls Drag Race                                       | Sig selv           | Afsnit: "Dads I'd Like to Frock"                                                       |
| 2013       | 2013 Do Something Awards                                | Honoree            | Tv-film                                                                                |
| 2013–14    | Web Therapy                                             | Steve Olson        | 5 afsnit                                                                               |
| 2013       | Hot in Cleveland                                        | Wes                | Afsnit: "Love Is All Around"                                                           |
| 2013       | Project Runway                                          | Sig selv           | Afsnit: "Tie the Knot" Guest judge                                                     |
| 2014       | Backstage with Disney on Broadway: Celebrating 20 Years | Sig selv           | Vært                                                                                   |
| 2015       | Comedy Bang! Bang!                                      | Sig selv           | Afsnit: "Jesse Tyler Ferguson Wears a Brown Checked Shirt and Stripey Socks"           |
| 2015       | Running Wild with Bear Grylls                           | Sig selv           | Afsnit: "Jesse Tyler Ferguson"                                                         |
| 2017       | Nightcap                                                | Sig selv           | Afsnit: "Always a Beard, Never a Bride"                                                |
| 2017       | Drop the Mic                                            | Sig selv           | Afsnit: "David Arquette vs. Brian Tyree Henry / Jesse Tyler Ferguson vs. Chrissy Metz" |
| 2020       | Extreme Makeover: Home Edition                          | Sig selv           | Host                                                                                   |
| 2021       | The Good Fight                                          | Garrison Vitar     | Afsnit: "And the Two Partners Had a Fight..."                                          |

### Teater
| År                                                   | Titel                                      | Rolle                                    | Noter                                                  |
| ---------------------------------------------------- | ------------------------------------------ | ---------------------------------------- | ------------------------------------------------------ |
| 1998–1999                                            | On the Town                                | Chip                                     | Genopførelse på Broadway 19. nov, 1998 – 17. jan, 1999 |
|                                                      | The Most Fabulous Story Ever Told          |                                          | Off-Broadway                                           |
| Little Fish                                          | Marco                                      | Off-Broadway                             |                                                        |
| Where Do We Live                                     |                                            |                                          |                                                        |
| Newyorkers                                           |                                            |                                          |                                                        |
| Hair                                                 | Margaret Mead                              |                                          |                                                        |
| SantaLand Diaries                                    |                                            |                                          |                                                        |
| A Midsummer Night's Dream                            | Francis Flute                              | Public Theater (Shakespeare in the Park) |                                                        |
| The Complete Works of William Shakespeare (Abridged) |                                            |                                          |                                                        |
| 2005–2008                                            | The 25th Annual Putnam County Spelling Bee | Leaf Coneybear                           | Broadway 2. maj, 2005 – 23. jun, 2006                  |
| 2005                                                 | On the Twentieth Century                   | Max Jacobs                               | Special koncert 26. september                          |
| 2010                                                 | The Winter's Tale                          | Shepards søn                             | Public Theater (Shakespeare in the Park)               |
| 2010                                                 | The Merchant of Venice                     | Launcelot Gobbo                          | Public Theater (Shakespeare in the Park)               |
| 2012                                                 | The Producers                              | Leo Bloom                                | Hollywood Bowl 27–29. juli, 2012                       |
| 2013                                                 | A Comedy of Errors                         | Dromio of Syracus / Dromio of Ephesus    | Public Theater (Shakespeare in the Park)               |
| 2015                                                 | Spamalot                                   | Sir Robin                                | Hollywood Bowl 31. jul – 2. august, 2015               |
| 2016                                                 | Fully Committed                            | Sam og andre                             | Broadway 25. april – 24. jul, 2016                     |

### Musikvideoer
| År   | Titel                   | Artist       | Rolle        | Notes |
| ---- | ----------------------- | ------------ | ------------ | ----- |
| 2012 | "Glamazon"              | RuPaul       | Gæstestjerne |       |
| 2019 | "You Need to Calm Down" | Taylor Swift | Cameo        |       |

## Priser og nomineringer
| År   | Pris                      | Kategori                                                  | Arbejde                                    | Resultat  |
| ---- | ------------------------- | --------------------------------------------------------- | ------------------------------------------ | --------- |
| 2005 | Drama Desk Award          | Outstanding Ensemble Performance                          | The 25th Annual Putnam County Spelling Bee | Vundet    |
| 2009 | Screen Actors Guild Award | Outstanding Performance by an Ensemble in a Comedy Series | Modern Family                              | Nomineret |
| 2010 | Screen Actors Guild Award | Outstanding Performance by an Ensemble in a Comedy Series | Modern Family                              | Vundet    |
| 2010 | Primetime Emmy Award      | Outstanding Supporting Actor in a Comedy Series           | Modern Family                              | Nomineret |
| 2011 | Screen Actors Guild Award | Outstanding Performance by an Ensemble in a Comedy Series | Modern Family                              | Vundet    |
| 2011 | Primetime Emmy Award      | Outstanding Supporting Actor in a Comedy Series           | Modern Family                              | Nomineret |
| 2012 | Screen Actors Guild Award | Outstanding Performance by an Ensemble in a Comedy Series | Modern Family                              | Vundet    |
| 2012 | Primetime Emmy Award      | Outstanding Supporting Actor in a Comedy Series           | Modern Family                              | Nomineret |
| 2012 | People's Choice Awards    | Favorite TV Comedy Actor                                  | Modern Family                              | Nomineret |
| 2013 | Screen Actors Guild Award | Outstanding Performance by an Ensemble in a Comedy Series | Modern Family                              | Vundet    |
| 2013 | Primetime Emmy Award      | Outstanding Supporting Actor in a Comedy Series           | Modern Family                              | Nomineret |
| 2013 | People's Choice Awards    | Favorite TV Comedy Actor                                  | Modern Family                              | Nomineret |
| 2014 | Screen Actors Guild Award | Outstanding Performance by an Ensemble in a Comedy Series | Modern Family                              | Nomineret |
| 2014 | Primetime Emmy Award      | Outstanding Supporting Actor in a Comedy Series           | Modern Family                              | Nomineret |
| 2015 | Screen Actors Guild Award | Outstanding Performance by an Ensemble in a Comedy Series | Modern Family                              | Nomineret |
| 2016 | Drama Desk Award          | Outstanding Solo Performance                              | Fully Committed                            | Vundet    |
| 2016 | People's Choice Awards    | Favorite Comedic TV Actor                                 | Modern Family                              | Nomineret |
| 2019 | MTV Video Music Awards    | Video of the Year                                         | "You Need to Calm Down"                    | Vundet    |
| 2019 | MTV Video Music Awards    | Video for Good                                            | "You Need to Calm Down"                    | Vundet    |

## Eksterne links
- Wikimedia Commons har flere filer relateret til Jesse Tyler Ferguson
- Jesse Tyler Ferguson på Internet Movie Database (engelsk)
- Jesse Tyler Ferguson på Internet Broadway Database (engelsk)
- X-bruger: @jessetyler